# Vampiros (película de 1998)
John Carpenter's Vampires (en España Vampiros de John Carpenter) es una película de western-horror dirigida por John Carpenter en 1998. Con guion de Don Jakoby es una adaptación libre de la novela Vampire$ escrita por John Steakley. Está protagonizada por James Woods, Daniel Baldwin, Sheryl Lee y Thomas Ian Griffith. Caracterizada por su fuerte estética de western y sus alusiones al fuerte liderazgo masculino, está considerada una de las influyentes en el subgénero del cine de vampiros.  
La película tuvo dos secuelas: Vampires: Los Muertos (2002), dirigida por Tommy Lee Wallace y protagonizada por Jon Bon Jovi, y Vampires: The Turning (Vampiros 3: el retorno) (2005) dirigida por Martin Jay Weiss.

## Sinopsis
Un equipo de cazadores de vampiros patrocinados por el Vaticano y liderados por Jack Crow llegan a una casa abandonada llena de vampiros en el centro de Nuevo México durante una redada diurna. El equipo coordina sus ataques frenándolos con armas de fuego y luego arponeándolos usando ballestas modificadas para arrastrarlos con un cabrestante mecánico fuera de la casa, donde estallan en llamas.
La casa es el nido más grande que haya encontrado el equipo, con nueve seguidores (soldados vampiros). Sin embargo, a Jack le preocupa que no hayan encontrado dentro al 'maestro' (un vampiro mayor y más poderoso). Más tarde el equipo celebra en un motel local con bebidas y prostitutas, aunque Crow no puede evitar preocuparse por el maestro desaparecido. Durante el apogeo de la fiesta, el maestro vampiro, Valek, llega y muerde a Katrina, una de las prostitutas, luego masacra rápidamente a todos los cazadores presentes, escapando solo Crow, su lugarteniente Tony Montoya y Katrina.
Crow ordena a Montoya que se oculte en un hotel con Katrina, con la esperanza de usar su creciente vínculo psíquico con Valek para localizarlo y saber sus intenciones, ya que Valek conocía su identidad y esto lo hace sospechar de un traidor que entrega información a los vampiros. Tras enterrar al equipo e incendiar el motel, Crow informa al Cardenal Alba, su superior, sobre el incidente y le dice que Valek es más fuerte y poderoso que cualquier maestro con el que se haya encontrado, Alba revela que en el medievo Valek era un sacerdote deshonrado que lideró una rebelión contra la iglesia, lo que lo llevó a su ejecución y posterior resurrección como el primer vampiro del mundo; también le informa que Valek ha masacrado a todos los cazadores de vampiros de Estados Unidos y Europa. 
Alba envía al padre Adam Guiteau para que lo acompañe y Crow lo lleva a regañadientes, pero se niega a formar un nuevo equipo ya que Valek está en movimiento. En el camino, Crow disipa las nociones heroicas de Guiteau sobre la caza de vampiros, pero extiende algo de confianza al revelar su mapa de actividad de vampiros, mostrando que los vampiros están buscando por el suroeste.
Por su parte, Montoya le explica a Katrina que ha sido mordida y gradualmente cambiará hasta volverse un vampiro y que es incurable. Horrorizada, intenta suicidarse, pero Montoya la rescata, siendo mordido en el proceso. Crow y Guiteau llegan al hotel, mientras Montoya mantiene en secreto su mordida. Sintiendo que Guiteau esconde algo, Crow amenaza con matarlo, revelando que siendo un niño su padre guardó en secreto haber sido mordido, viéndose obligado a matarlo después de que se transformó y mató a su madre. Guiteau revela que Valek está buscando una antigua reliquia llamada "la Cruz Negra de Berziers"; según le explica, tras ser apresado Valek fue acusado por la iglesia de estar poseído y fue sometido a un exorcismo por medio de una ceremonia antigua y prohibida. Sin embargo, durante el ritual los sacerdotes descubrieron que realmente era un exorcismo inverso, mataba el cuerpo y hacía perdurar el alma poseída, por lo que interrumpieron la ceremonia y la transformación de Valek quedó incompleta; gracias a eso él y todos los vampiros poseen debilidad al sol, la plata y las estacas. Ya que la Cruz de Berziers fue utilizada durante el ritual, es necesaria para terminarlo y una vez lo haga no solo será más poderoso, también carecerá de debilidades y podrá caminar de día. La cruz llevaba siglos perdida, siendo trasladada de una iglesia a otra en América, en secreto incluso del Vaticano, pero Guiteau confiesa que él y Alba realmente viajaron al lugar porque hace poco descubrieron que un sacerdote, el padre Molina, conocía el secreto de su ubicación. Satisfecho al comprobar la lealtad y valor del sacerdote, Crow da la bienvenida a Guiteau al equipo y lo reconoce como su primer nuevo asesino.
Usando el enlace psíquico de Katrina, el grupo descubre que Valek asesinó al padre Molina tras interrogarlo y se ha apoderado de la cruz. Basándose en las visiones de Katrina, comprenden que son superados en número, ya que Valek ha despertado a siete maestros más y han transformado al menos a treinta habitantes en seguidores, creando el nido más grande de la historia. Guiteau demuestra su valía ofreciéndose como cebo para atrapar vampiros maestros para que Jack y Montoya los arponeen y arrastren al sol, ganándose el respeto de Jack al luchar cuerpo a cuerpo con varios maestros.
Mientras se las arreglan para matar a la mayoría de los maestros, el sol se oculta y son emboscados por Valek, quien captura a Crow, mientras que Guiteau logra ocultarse. Montoya y Katrina huyen, pero ella completa su transformación y muerde nuevamente a Montoya antes huir para aliarse con su maestro. En el nido, el cardenal Alba se presenta y revela a Crow que es el informante de Valek, ya que teme a envejecer y morir; por lo que, tras realizar el ritual para Valek, desea ser convertido en un nuevo tipo de vampiro. Valek explica que el ritual original requiere sacrificar un cruzado al amanecer y ser llevado a cabo por un sacerdote y ya que Crow es un guerrero al servicio de la iglesia, servirá como el sacrificio de la ceremonia que será oficiada por Alba.
Montoya recobra el conocimiento y tras armarse regresa para ayudar a sus compañeros. Guiteau se presenta, mata a Alba antes que pueda terminar el ritual y detiene a la horda amenazando con suicidarse para que Valek no tenga otro sacerdote. Montoya llega y gracias ello rescatan a su líder durante el amanecer. Tras esto Crow se enfrenta a Valek, a quien empala con la Cruz de Berziers y lo carboniza a la luz del sol.
Montoya, quien se ha enamorado de Katrina, la salva de morir quemada por el sol, aunque ha quedado en evidencia que él también ha comenzado a transformarse. Crow dice que como Montoya resistió dos días tras ser mordido y continuó siéndole leal, él les dará dos días de ventaja antes de cazarlos. Después que Montoya y Katrina se van, Jack y Guiteau se dirigen una vez más a matar al resto de vampiros que lograron refugiarse en el interior de una casa.

## Reparto
- James Woods como Jack Crow.

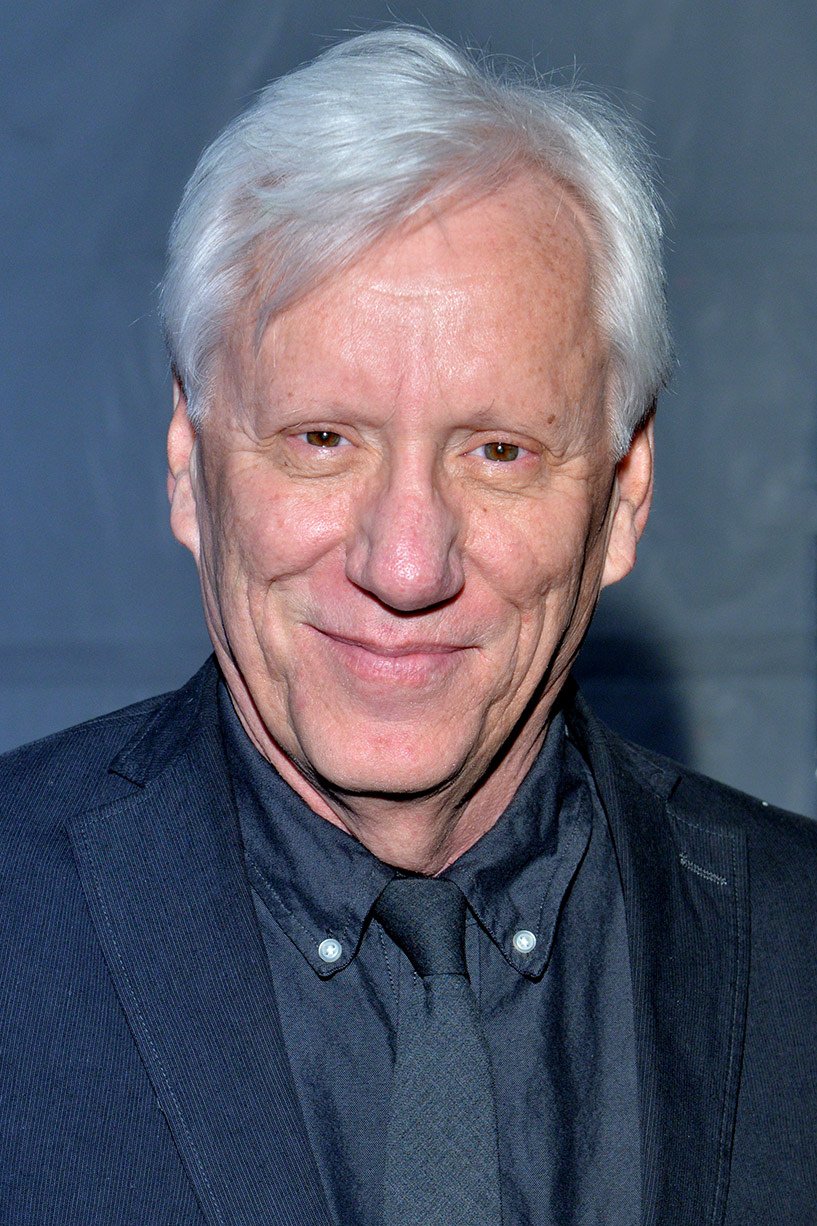
El actor James Woods

- Daniel Baldwin como Anthony Montoya.
- Sheryl Lee como Katrina.
- Thomas Ian Griffith como Jan Valek.
- Tim Guinee como el padre Adam Guiteau.
- Maximilian Schell como el cardenal Alba.
- Mark Boone Junior como Catlin.
- Gregory Sierra como el padre Giovanni.
- Cary-Hiroyuki Tagawa como David Deyo.
- Tommy Rosales como Ortega.
- Henry Kingi como Anthony.
- David Rowden como Bambi.
- Clarke Coleman como Davis.
- John Furlong como el padre Molina.
- Jake Walker como el sheriff.

## Doblaje
El director de doblaje en español estuvo a cargo de Manuel García Guevara, la traducción estuvo a cargo de Darryl Clark y el ajustador fue el mismo director. El estudio de grabación fue el Soundtrack, en Barcelona.
- Antonio García Moral como Jack Crow.
- Juan Antonio Bernal como Tony Montoya.
- Mercedes Montalá como Katrina.
- Salvador Vidal como Jan Valek.
- Luis Fenton como el padre Adam Giteau.
- Pepe Mediavilla como al cardenal Alba.
- Francisco Garriga como el padre Giovanni.
- Domenech Farell como Catlin.

## Banda sonora
Toda la música compuesta por John Carpenter, excepto donde está indicado. 
| N.º | Título            | Escritor(es) | Artistas               | Duración |  |
| 1.  | «Teaser»          | Brad Wilson  | Stone                  | 3:14     |  |
| 2.  | «Slayers»         |              | The Texas Toad Lickers | 2:34     |  |
| 3.  | «New Mexico»      |              |                        | 2:21     |  |
| 4.  | «Headless Priest» |              |                        | 2:48     |  |
| 5.  | «Motel Sex»       |              | The Texas Toad Lickers | 4:27     |  |
| 6.  | «Night Attack»    |              |                        | 3:19     |  |
| 7.  | «Santiago»        |              |                        | 2:18     |  |
| 8.  | «Stake and Burn»  |              |                        | 3:42     |  |
| 9.  | «Valek's Vision»  |              |                        | 1:16     |  |
| 10. | «Surprise Death»  |              |                        | 2:03     |  |
| 11. | «Valek Attacks»   |              |                        | 3:32     |  |
| 12. | «Vampire Vision»  |              |                        | 1:46     |  |
| 13. | «Farewell Slayer» |              |                        | 2:08     |  |
| 14. | «Cruel Highway»   |              | The Texas Toad Lickers | 2:58     |  |
| 15. | «Katrina Bites»   |              |                        | 1:47     |  |
| 16. | «Padre's Wood»    |              |                        | 5:35     |  |

## Recepción
La película obtiene críticas mixtas, predominantemente positivas, en los portales de información cinematográfica. John Tones, en su crítica paa EspinOf, la incluye entre la selección de películas imprescindibles del género.

"Pese a algún problema puntual (caída de ritmo en su tramo final, un Baldwin inapropiadísimo como coprotagonista...), la virulencia y descaro de esta apropiación de John Carpenter de los códigos vampíricos (una de las escasísimas veces que ha partido de monstruos clásicos para sostener una de sus películas) la convierten en una auténtica rareza."
John Tones (EspinOf, 2020) 

M. Torreiro en el diario El País la califica como "Brillante, feliz recuperación de un nombre clave del género desde hace 25 años". Jordi Batlle Caminal en la revista Fotogramas indica que es un "Imprescindible western gótico y bizarro". Javier Ocaña, en su reseña para Cinemanía, la califica como un "Spaguetti-Western de vampiros. (...) de aire gamberro y pobre imaginación (...) como entretenimiento sólo lo consigue medianamente".
Lisa Schwarzbaum, de Entertainment Weekly, señala que "Después de un inicio prometedor (...) esta pegajosa mezcla de falsa palabrería católica y horror de colmillos acaba cojeando". El crítico Roger Egbert le otorga una puntuación de 2 sobre 4 indicando que "Tiene cierto humor mordaz y algún diálogo de machos que resulta divertido (...) pero no es aterradora y la trama es un espectáculo gore tras otro".
En FilmAffinity, con 12.992 votaciones, obtiene una puntuación de 5,4 sobre 10. En IMDb, calculado con 52.858 valoraciones, obtiene una calificación de 6,2 sobre 10. En Rotten Tomatoes obtiene una calificación de "fresco" para el 40% de las 50 críticas profesionales y para el 47% de los 53.532 usuarios del portal que la han calificado.